# 朴成
朴 成（ぼく せい、ピャオ・チェンまたはパク・ソン、1989年1月27日- ）は、中華人民共和国・吉林省延辺朝鮮族自治州竜井市出身の元プロサッカー選手。現役時代のポジションはミッドフィルダー。

## 来歴
- 延辺朝鮮族自治州竜井市で生まれ、その後延吉市に引っ越す。
- 8歳からサッカーを始め、2003年に延辺長白山のユースチームに加入。
- 2007年、トップチームに昇格し、同年の中国サッカー・甲級リーグ第16節上海七斗星戦で決勝点を挙げプロ初ゴールを決める。
- 2008年、U-19アジア選手権2008を戦うU-19中国代表に招集される。
- 2010年、広州アジア競技大会2010を戦うU-21代表に10番として招集される。
- 2011年、中国サッカー・超級リーグの北京国安へ移籍。同年6月にロンドン五輪アジア2次予選を戦うU-22代表に招集される。
- 2015年、A代表に初招集され、同年3月31日のチュニジア戦で国際Aマッチデビューを果たす。
- 2023年シーズン終了後現役引退を発表した。

## 人物
- 朝鮮族であり中国語と朝鮮語の両方を話すことが出来る。
- 幼い頃に母を亡くし、韓国で働く父の送金で好きなサッカーを続けた[1]。

## 所属クラブ
- 延辺長白山 2007-2010
- 北京国安 2010-

## 代表
- U-19中国代表 2008
- U-21中国代表 2010
- U-22中国代表 2011
- 中国代表 2015-2019